# Marcus Hellner

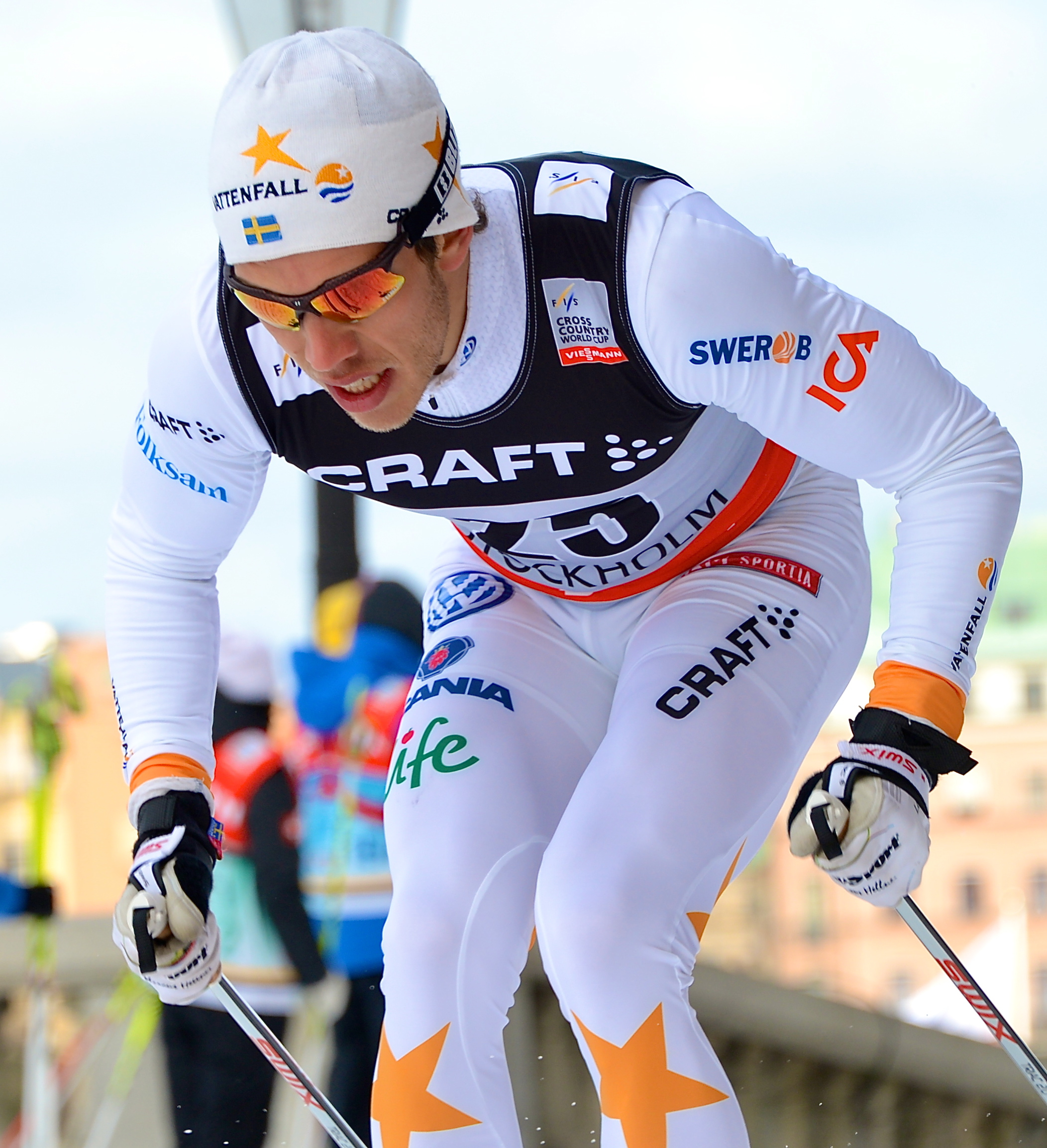
Marcus Hellner på Royal Palace Sprint i Stockholm den 20 mars 2013.

Carl Marcus Joakim Hellner, född 25 november 1985 i Lerdala församling i Skaraborgs län, är en svensk före detta längdskidåkare. Han började karriären i Lerdala IF, men representerade senare Gellivare skidallians. Han blev dubbel olympisk mästare vid OS i Vancouver 2010. Han blev även världsmästare i sprint under VM i Holmenkollen 2011 och fick därmed backen som han ryckte ifrån konkurrenterna döpt efter sig till "Hellner-backen".
Hellner utsågs till Årets manlige idrottare under svenska Idrottsgalan 2011 och igen 2012. Under Idrottsgalan 2011 delades Svenska Dagbladets guldmedalj ("Bragdguldet") 2010 ut och den tilldelades Marcus Hellner tillsammans med övriga stafettlaget från OS (Daniel Rickardsson, Johan Olsson och Anders Södergren). De utsågs även till Årets lag 2010 på Svenska Idrottsgalan. 
Hellner är 2011–2013 ambassadör för Riksförbundet för Rörelsehindrade Barn och Ungdomar. Han har fått Hellnerstadion i Gällivare uppkallad efter sig.

## Biografi
Hellner var 13 år innan första segern kom i DM för Västergötland. Han var som bäst 18:e man på ungdoms-SM.
Som 16-åring lämnade han dock Lerdala för att satsa på en karriär som skidåkare, genom att söka till ett skidgymnasium. Hellner sökte Mora i första hand – men det var bara på Välkommaskolan i Malmberget (vid Gällivare, där han fortfarande anno 2021 bor) som han kom in. Andra året på gymnasiet var det dags att för första gången representera Sverige, när han deltog vid European Youth Winter Olympic Festival 2003 i Slovenien. Där lyckades han vinna brons i det klassiska loppet. Samma vinter blev han svensk juniormästare på 20 km fristil, tredje man på 10 km klassisk och silvermedaljör i sprinten samt totalsegrare i den svenska juniorcupen. Hellner blev 2005 svensk herrjuniormästare på 20 kilometer.
Hellner slog igenom på seniornivå under VM 2007 i Sapporo. Då lyckades han bli nia på 15 km fristil och blev därmed näst bäste svensk på distansen. I stafetten körde Hellner Sveriges tredjesträcka, det vill säga den första fristilssträckan. Marcus Hellner gjorde en bragdbetonad insats då han lyckades hålla Sveriges lag, som senare tog brons, kvar i tättrion. Detta trots att han bland annat körde mot den nyblivne världsmästaren Lars Berger. Hellner var VM-femma i sprint 2009. Han vann världscuppremiären över 15 kilometer fristil i Gällivare den 22 november 2008. 
Vid Olympiska spelen 2010 kom Hellner fyra på 15 km fristil, 1,5 sekunder från bronsplatsen. I samma mästerskaps dubbeljakt blev det guld för Hellner, efter att först ha bromsat fältet (tillsammans med Anders Södergren) för att hjälpa sin lagkamrat Johan Olsson (brons) i en utbrytning. Han vann en spurtstrid efter att tillsammans med Aleksandr Legkov (fyra) och silvermedaljören Tobias Angerer i sista backen ha hunnit i kapp Johan Olsson. Senare under samma OS vann han tillsammans med sitt svenska lag 4 x 10 km stafett.
Hellner vann den första tävlingen på säsongen 2010/2011 15 km fristil i Gällivare. Han inledde VM i Oslo 2011 med ett guld i sprinten. I samma tävling tog Emil Jönsson VM-brons. I samma VM körde Hellner slutsträckan i det svenska lag som tog silver i stafetten 4 x 10 km.
Hellner slutade som totaltvåa i Tour de Ski 2011/2012 efter Dario Cologna. I samma tävling  året därpå slutade han femma efter att ha tappat för mycket tid på de klassiska sträckorna som den utpräglade fristilsspecialist han är.
Den 1 februari 2014 kom Hellners första pallplats i klassisk stil när han kom trea i loppet över 15 km i italienska Toblach.
Hellner deltog i olympiska vinterspelen 2014, hans andra OS i karriären. Han vann silver på den inledande distansen, 30 km skiathlon, fyra tiondelar efter Dario Cologna som vann. Sverige tog guld i längdskidåkning stafett i vinter-OS i Sotji 2014, med Hellner på fjärde sträckan.
Under VM i Falun 2015 blev Hellner fyra i 15 km fristil, slagen av Johan Olsson, Maurice Manificat och Anders Gløersen. Hellner var också med och tog Sverige till silver på stafetten tillsammans med Daniel Richardsson, Johan Olsson och Calle Halfvarsson.
Den 6 maj 2018 meddelades att han lägger skidorna på hyllan.

## Meriter

### Världscupsegrar
| Datum            | Land     | Ort           | Disciplin                                                      |
| ---------------- | -------- | ------------- | -------------------------------------------------------------- |
| 22 november 2008 | Sverige  | Gällivare     | 15 km fristil                                                  |
| 20 november 2010 | Sverige  | Gällivare     | 15 km fristil                                                  |
| 31 december 2010 | Tyskland | Oberhof       | Prolog Tour de Ski 2010/2011 (deltävling i Tour de Ski)        |
| 6 januari 2013   | Italien  | Val di Fiemme | Slutklättring Tour de Ski 2012/2013 (deltävling i Tour de Ski) |
| 19 mars 2017     | Kanada   | Québec        | 15 km jaktstart                                                |

### Övriga segrar
| Datum            | Land    | Ort       | Disciplin       |
| ---------------- | ------- | --------- | --------------- |
| 21 november 2010 | Sverige | Gällivare | 4x10 km stafett |

## Bilder

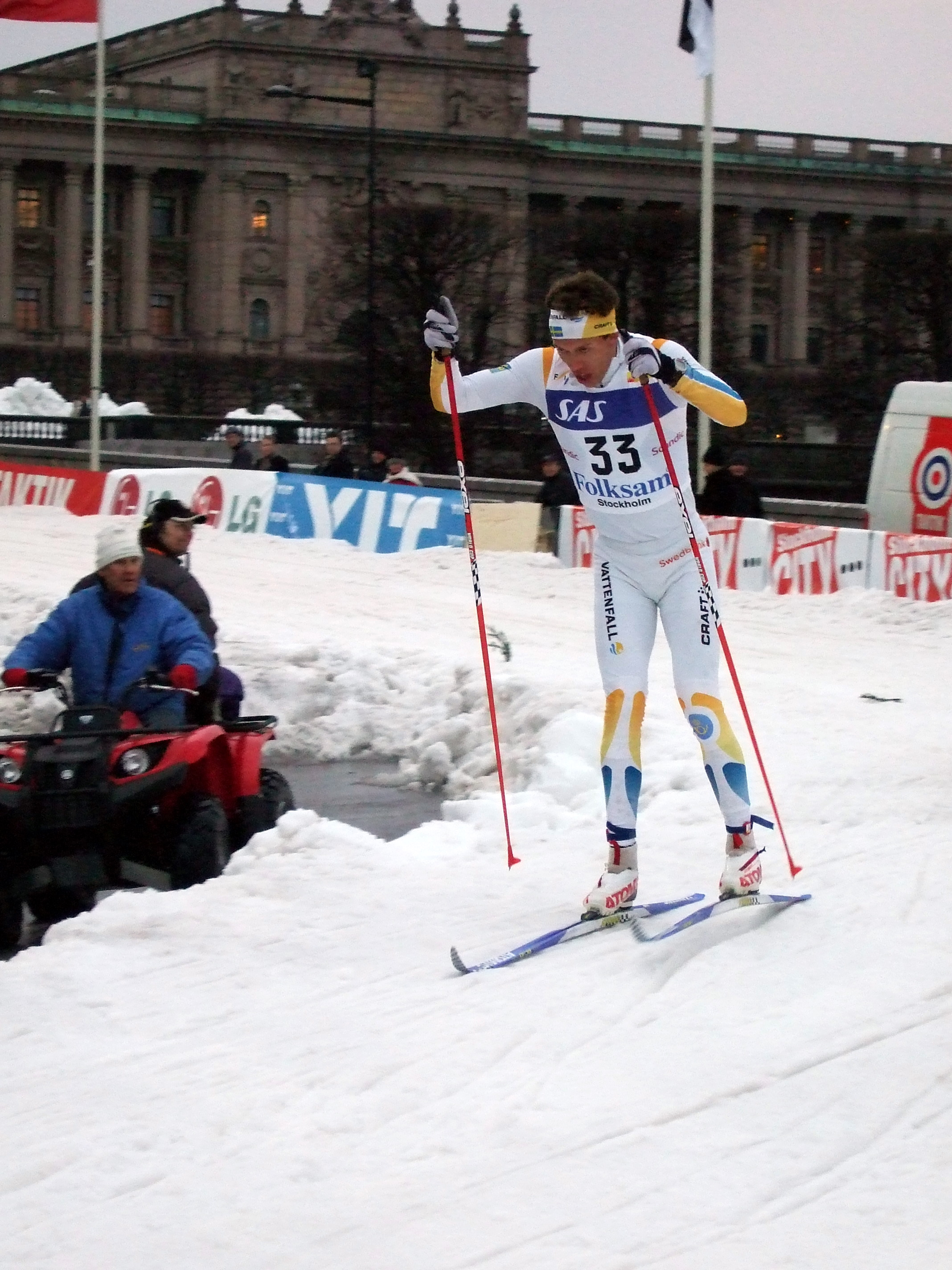
Marcus Hellner vid världscupen i sprint i Stockholm 2007.
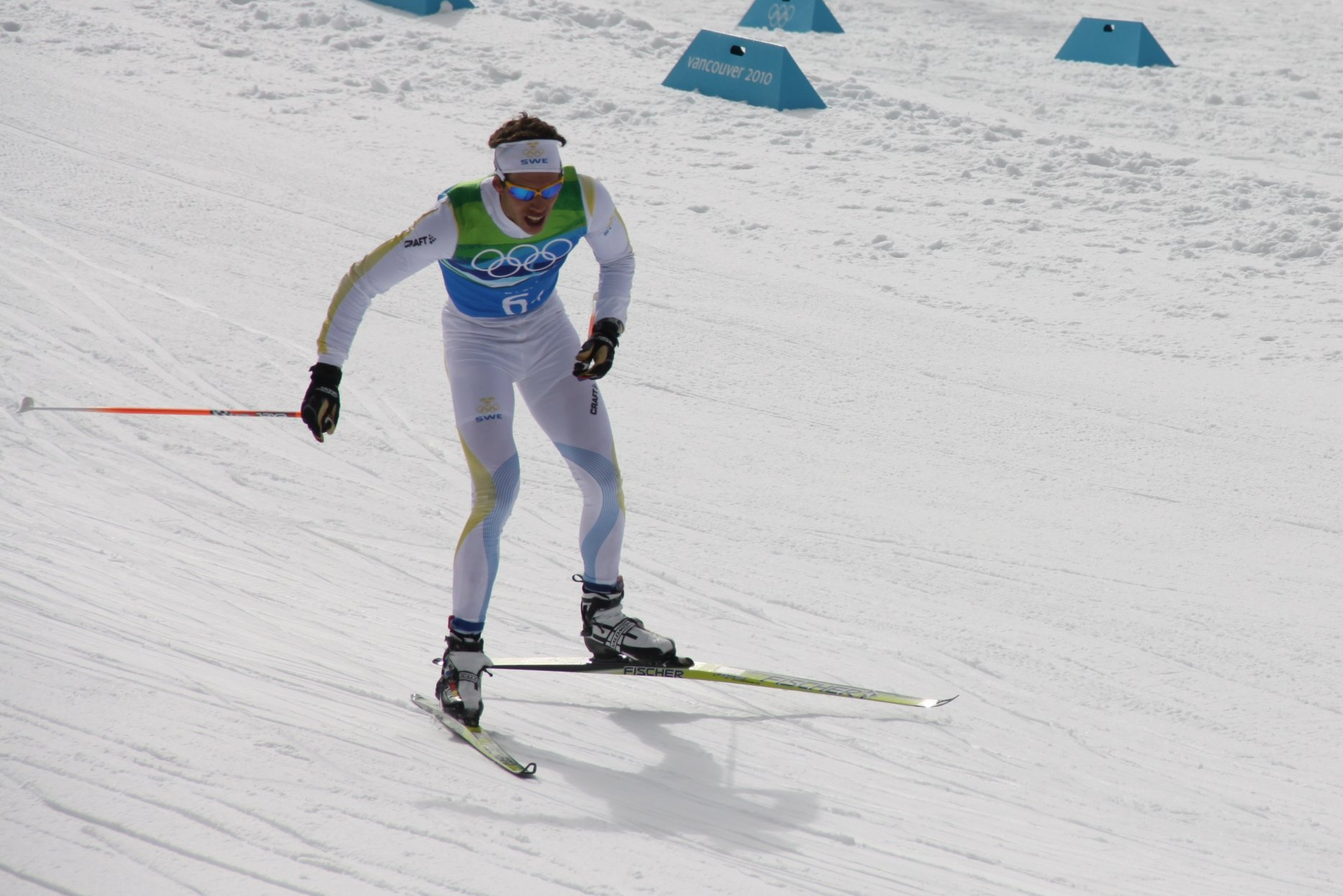
Marcus Hellner vid OS i Vancouver 2010
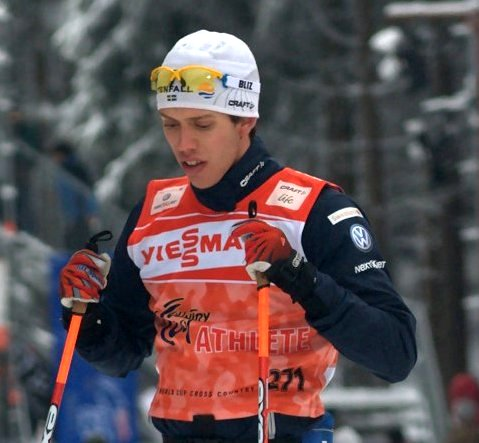
Marcus Hellner på Tour de Ski 2010.
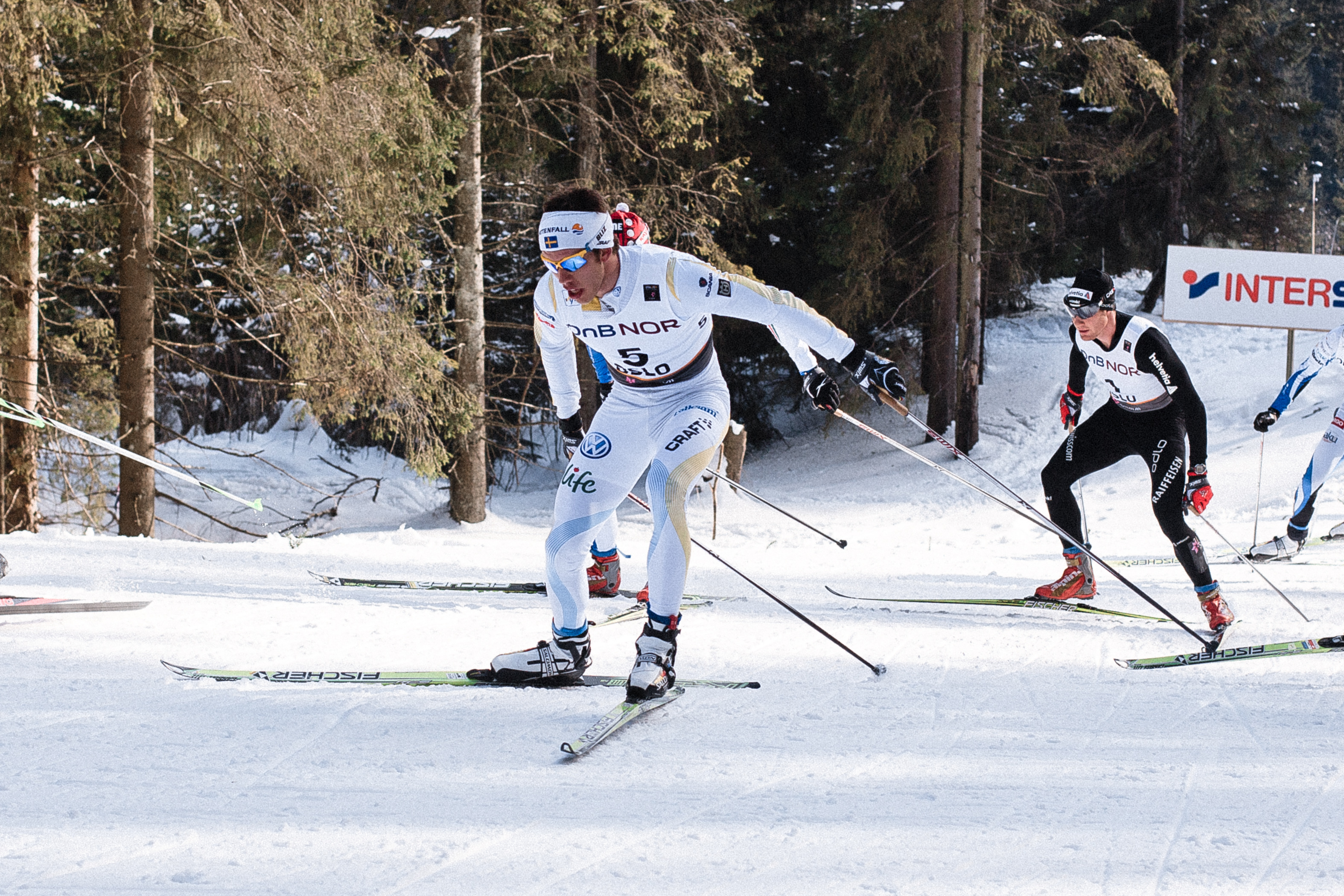
Marcus Hellner 6 mars 2011 i Oslo.